# SV Großräschen
Der SV Großräschen ist ein deutscher Sportverein aus Großräschen im Landkreis Oberspreewald-Lausitz. Heimstätte der Fußballabteilung des 600 Mitglieder starken Vereins ist das Stadion der Freundschaft, welches 4000 Zuschauern Platz bietet und 1962 im Punktspiel gegen die zweite Vertretung des SC Potsdam eingeweiht wurde.

## Sektion Fußball

Historisches Logo der BSG Aufbau Großräschen

Der SV Großräschen wurde 1945 als SG Großräschen gegründet und steht in der Tradition der Vorgängervereine Vorwärts Großräschen sowie Alemannia Großräschen. 1949 erfolgte eine Namensänderung in ZSG Großräschen. Nachdem in der Fußball-Landesklasse Brandenburg 1948/49 ein dritter Platz erreicht wurde, schaffte Großräschen in der Folgesaison den Einzug in das Finale um die Brandenburgische Meisterschaft. Gegen die klar favorisierte Mannschaft von der ZSG Textil Cottbus kam Großräschen zu einem überraschenden 2:0-Sieg und nahm im Anschluss als Meister Brandenburgs an der Qualifikation zur neu geschaffenen DDR-Oberliga teil.
In der Qualifikationsrunde scheiterten die Brandenburger an Sachsenverlag Dresden, EHW Thale sowie KWU Weimar und wurden Gründungsmitglied der zweitklassigen DS-Liga. 1950 wurde der Zweitligist in die Betriebssportgemeinschaft (BSG) Chemie Großräschen umgewandelt, die folgte 1954 in BSG Aufbau Großräschen umbenannt wurde. „Großräschen spielte auf dem kleinen schmalen Platz einen stets gefährlichen Fußball, ohne besondere technische Reife“ beschrieb die Zeitung Das Volk im Jahr 1950 die Heimstärke der Mannschaft. Die zweithöchste Spielklasse der DDR hielt Großräschen bis Mitte der Fünfzigerjahre mit überwiegend gesicherten Mittelfeldplätzen. Als Tabellenletzter stieg Aufbau Großräschen 1956 gemeinsam mit Motor Nordhausen-West in die II. DDR-Liga ab. In der Folgezeit agierte Großräschen bis Anfang der 1970er Jahre in der II. DDR-Liga sowie Bezirksliga Cottbus. 1972 meldete sich Aufbau Großräschen das letzte Mal im höherklassigen Fußball zurück. Nachdem die Cottbuser Bezirksmeisterschaft knapp vor Lokomotive Cottbus gewonnen wurde, stieg Großräschen erneut in die DDR-Liga auf. Mit lediglich sechs Punkten war die BSG Aufbau allerdings chancenlos und verließ die Liga mit Motor Köpenick und Motor Hennigsdorf nach nur einer Spielzeit. 
Nach der Wende fusionierte Aufbau Großräschen mit der BSG Aktivist Großräschen-Süd zum SV Rekord Großräschen. Auf sportlicher Ebene verpasste der SV Rekord die Qualifikation zur Verbandsliga Brandenburg und verschwand im Anschluss in den Niederungen des südbrandenburgischen Lokalfußballs. Der 1994 in SV Großräschen erneut umbenannte Verein spielte ab der Saison 2019/20 in der neuntklassigen Kreisoberliga Südbrandenburg und stieg 2024 in die Landesklasse Brandenburg Süd auf.

## Statistik
- Teilnahme DDR-Liga: 1950/51 bis 1956, 1972/73
- Teilnahme II. DDR-Liga: 1957, 1961/62, 1962/63
- Ewige Tabelle der DDR-Liga: Rang 91